# Herennia Etruscilla

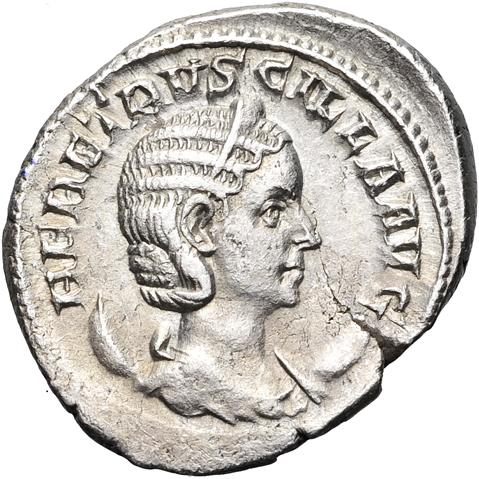
Mynt med avbildning föreställande Herennia Etruscilla

Herennia Cupressenia Etruscilla, född okänt år, död okänt år, var en romersk kejsarinna, gift med kejsar Decius. Hon var regent som förmyndare för sin son kejsar Hostilianus under juni-november år 251. 

## Biografi
Herennia Etruscilla ska ha varit från en romersk senatorsfamilj av etruskiskt ursprung. Mycket lite är känt om hennes tidiga liv. Hon gifte sig med aristokraten Decius från Illyricum före år 227, och blev mor till Herennius Etruscus, som föddes omkring 227, och Hostilianus.
Decius fick år 248 befälet över de trupper som skulle undertrycka Pacatianus uppror vid Donaugränsen. Efter sin ankomst till Pannonia förklarades han som kejsare av sina trupper, varpå han återvände till Italien och besegrade kejsar Filip Araben och hyllades som kejsare år 249. Etruscilla fick titeln kejsarinna (Augusta), hennes två söner titeln Caesar 250, och hennes äldste son Herennius Etruscus titeln Augustus och medkejsare 251.
I kampanjen mot goterna 251 deltog Decius och Herennius, medan Hostilianus stannade i Rom med sin mor. Både Herennia Etruscillas make och äldste son avled under fälttåget och armén utropade Trebonianus Gallus till kejsare. I Rom var Decius populär i senaten, som vid underrättelsen om hans död utropade hans son Hostilianus till hans efterträdare. Efter förhandlingar mellan armén och senaten fick Hostilianus och Trebonianus Gallus ingå en samregering. Herennia Etruscilla behöll ensam kejsarinnetiteln som senior över Gallus maka Afinia Gemina Baebiana.
Hostilianus dog av pesten i Viminacium i november 251. Hans mor Herennia Etruscilla nämns inte efter detta, och det är obekräftat huruvida hon också avled i pesten eller överlevde honom. 